# Karhakkarivier
Karhakkarivier (Zweeds – Fins: Karhakkajoki) is een rivier annex beek, die stroomt in de Zweedse  gemeente Haparanda. De rivier verzorgt de afwatering van een moerasgiebied ten zuidwesten van Karungi. Ze stroomt langs de Karhakkaberg. Het is een van de weinige beekjes hier die naar het noorden stromen. Ze belandt uiteindelijk in de Matorivier.
Afwatering: Karhakkarivier → Matorivier → Torne → Botnische Golf